# 제1차 유엔 앙골라 진상조사단
제1차 유엔 앙골라 진상조사단(UNITED NATIONS ANGOLA VERIFICATION MISSION I, 줄여서 UNAVEM I)은 앙골라에서 활동한 유엔의 평화 유지 활동단이다. 앙골라에서 쿠바군의 철수를 확인하기 위함이며, 1988년 12월 20일 유엔 안전 보장 이사회 결의 제626호에 따라 설립되었다.

## 개요
앙골라 내전은 1975년부터 지속되었으며, 냉전 하에서의 미국과 소련의 대리 전쟁이기도 하였다. 1980년대에는 수도를 점령하고 있는 앙골라 해방 인민 운동(MPLA)과 남부에 거점을 두고 있던 앙골라 총 독립민족동맹(UNITA)의 투쟁이 있었다. 앙골라 해방 인민운동은 소련과 쿠바 등의 국가에서 지원하고 있었고, UNITA는 나미비아를 통하여 미국과 남아프리카 공화국 등의 국가에서 지원하고 있었다.
냉전이 완화되면서 긴장 완화를 위한 쿠바 주둔군이 철수하게 되었다. 이 철수를 확인하기 위하여 1988년 12월 20일 UN 안전보장 이사회 결의 626이 채택되었으며, 제1차 유엔 앙골라 진상조사단이 설립되었다. 제1차 유엔 앙골라 진상조사단은 군사요원 70명과 민간 지원 인력으로 1989년 1월부터 활동을 시작하였다. 앙골라의 수도인 루안다를 중심으로 활동을 전개하였으며, 쿠바군은 이때부터 철수를 시작하여 1991년 5월에 철수 작업을 마쳤다. 제1차 유엔 앙골라 진상조사단은 이를 검증하였고 1991년 6월에 보고를 시작하였다.
제1차 유엔 앙골라 진상조사단은 앙골라의 평화를 추진하기 위하여 1991년 5월 30일, 유엔 안전 보장 이사회 결의 제696호에 따라 설립된 제2차 유엔 앙골라 진상조사단으로 인수되어 활동을 종료하였다.

## 같이 보기
- 제2차 유엔 앙골라 진상조사단